# 内務省 (シンガポール)
内務省（英語：Ministry of Home Affairs, MHA 中国語：新加坡内政部 マレー語：Kementerian Dalam Negeri）はシンガポールの省庁のひとつ。

## 内務省の管轄する法定機関
- Casino Regulatory Authority：カジノ規制局
- Singapore Corporation of Rehabilitative Enterprises（SCORE）：社会復帰事業公社